# 弗里德里希·马格努斯六世 (索尔姆斯-韦尔登费尔斯)
弗里德里希·马格努斯（Friedrich Magnus，1927年1月18日—），施瓦茨堡家族首領、索尔姆斯-韦尔登费尔伯爵，弗里德里希·马格努斯五世与施瓦茨堡公主瑪麗·安東妮的长子。

## 家庭
1948年，弗里德里希·马格努斯王子在埃斯林根与卡塔琳娜·杜武尔斯特结婚，婚后有二子：
1. 米夏埃尔（Michael，1949年－2006年）
2. 康斯坦丁（Konstantin，1950年－），親王世子

二人于1954年离婚，1966年复婚，卡塔琳娜·杜武尔斯特於1970年去世。1994年，弗里德里希·马格努斯与吉塞拉·帕洛尔结婚。
1971年，弗里德里希·马格努斯的舅舅弗里德里希·金特去世，施瓦茨堡家族绝嗣。作为弗里德里希·金特的姐姐，弗里德里希·马格努斯的母亲玛丽·安东妮公主根据半萨利克法继承施瓦茨堡。成为施瓦茨堡女亲王。1984年玛丽·安东妮去世。弗里德里希·马格努斯成为施瓦茨堡家族首領。